# 森井昌克
森井 昌克（もりい まさかつ、1958年10月20日 - ）は、日本の計算機科学者。神戸大学名誉教授。工学博士。符号理論、暗号理論、ネットワークセキュリティの研究、教育、技術開発に従事。
大阪府出身。2008年10月、無線LAN国際標準暗号規格であるWEPの解読法を発表。1997年から2005年まで世界最大、そして2012年11月現在、世界第4位のカレン素数の発見者である。

## 主な経歴
- 1977年 大阪府立泉陽高等学校卒業
- 1983年 佐賀大学理工学部電気工学科卒業
- 1985年 同大学院理工学研究科電子工学専攻博士前期課程修了
- 1989年 大阪大学大学院工学研究科通信工学専攻博士後期課程修了、工学博士取得、博士論文の題は 「Efficient algorithms over finite fields and their applications to coding theory and cryptography(有限体演算の高能率化とその符号・暗号理論への応用に関する研究) 」。
- 同年、京都工芸繊維大学工芸学部電気電子情報工学科助手
- 1990年 愛媛大学工学部情報工学科講師
- 1992年 同大学助教授
- 1995年 徳島大学工学部知能情報工学科教授
- 2005年 神戸大学工学部電気電子工学科教授
- 2007年 神戸大学大学院工学研究科教授
- 2024年 神戸大学を退職し、名誉教授

## 主張
尖閣諸島中国漁船衝突映像流出事件の際、メディアの取材に対して「あくまで憶測だが、世論が映像の公開を求める中、自分が正義のヒーローになりたいという気持ちにかられたのではないか」とコメントした。

## 著書
- 『最新インターネットプロトコル·ハンドブック』朝日新聞社 2001年（共著）
- 『符号理論とその応用』培風館 2003年（共著）
- 『食の安全性』東京教育情報センター 2004年（共著）